# Ятцазшур
Ятцазшу́р (рос. Ятцазшур) — присілок (колишній виселок) у складі Алнаського району Удмуртії, Росія.

## Населення
Населення — 18 осіб (2010; 39 в 2002).
Національний склад станом на 2002 рік: удмурти — 59 %, росіяни - 41%.

## Історія
До 1921 року починок входив до складу Єлабузького повіту, потім переданий до Можгинського повіту. В 1924 році присілок увійшло до складу Кадіковської сільської ради Алнаської волості, а в 1925 році — Байтеряковської сільської ради. 1929 року присілок переходить до Алнаського району. Того ж року утворюється колгосп «Дась Лу». 1950 року він ліквідується і входить до складу колгоспу ім. Калініна. В період 1954—1964 років виприсілокк перебував в складі Кучеряновської сільської ради. 26 жовтня 2004 року виселок отримав статус присілка.

## Урбаноніми[3]
- вулиці — Ятцазшурська